# Listen der höchsten Bauwerke
Übersicht mit den Listen der höchsten Bauwerke in Wikipedia, sofern diese eine Rangfolge nach der Höhe bieten. Zum Teil werden Gebäude als Untergliederung der jeweils vorhandenen Bauwerke betrachtet. Zu den Bauwerken werden in den einzelnen Artikeln in der Regel z. B. auch Sendetürme hinzugezählt, die keine Gebäude im engeren Sinne sind. Darstellung in alphabetischer Reihenfolge in den einzelnen Abschnitten.

## Nach Region

### Welt
- Liste der höchsten Bauwerke der Welt
- Liste der höchsten Hochhäuser der Welt
- Liste der höchsten nicht mehr bestehenden Gebäude

### Kontinente, Großregionen
- Liste der höchsten Bauwerke in Europa
- Liste der Hochhäuser in Europa
- Liste von Hochhäusern in Afrika
- Amerika
  - Liste der höchsten Gebäude in Nord- und Zentralamerika
  - Liste der höchsten Gebäude in Südamerika
- Liste der höchsten Gebäude in Asien
  - Liste der höchsten Gebäude im Nahen Osten
- Liste der Hochhäuser in Australien und Ozeanien
- Liste der Hochhäuser der südlichen Hemisphäre

### Länder
- Liste der höchsten Bauwerke einzelner Staaten (enthält jeweils die drei höchsten Bauwerke)
  - Liste der höchsten Hochhäuser einzelner europäischer Staaten
- Liste der höchsten Gebäude in Belgien
- Liste der höchsten Gebäude in der Volksrepublik China
- Liste der Hochhäuser in Dänemark
- Liste der höchsten Bauwerke in Deutschland
  - Liste der Hochhäuser in Deutschland
- Liste der Hochhäuser in El Salvador
- Liste der höchsten Bauwerke in Estland
- Liste der höchsten Bauwerke in Island
- Liste der Hochhäuser in Italien
- Liste der höchsten Bauwerke in Japan
  - Liste der höchsten Gebäude in Japan
- Liste der höchsten Gebäude in Kanada
- Liste der Hochhäuser in Kasachstan
- Liste der Hochhäuser in Kolumbien
- Liste der höchsten Gebäude in Mexiko
- Liste der höchsten Gebäude des Fürstentums Monaco
- Liste der höchsten Bauwerke in Namibia
- Liste der höchsten Gebäude in den Niederlanden
- Liste der höchsten Bauwerke in Österreich
  - Liste der Hochhäuser in Österreich
- Liste der höchsten Gebäude in Saudi-Arabien
- Liste der höchsten Bauwerke in der Schweiz
  - Liste der Hochhäuser in der Schweiz
- Liste der höchsten Gebäude in Singapur
- Liste der höchsten Gebäude in Taiwan
- Liste der höchsten Gebäude in der Türkei
- Liste der höchsten Gebäude in den Vereinigten Staaten (enthält weiterführende Informationen zu Listen der höchsten Gebäude jedes Bundesstaates)

### Städte
Asien
- Liste der Hochhäuser in Bangkok
- Liste der höchsten Gebäude in Chongqing
- Liste der höchsten Gebäude in Dubai
- Liste der höchsten Gebäude in Guangzhou
- Liste der höchsten Gebäude in Hongkong
- Liste der höchsten Gebäude in Kaohsiung
- Liste der höchsten Gebäude in Kuala Lumpur
- Liste der höchsten Gebäude in Shanghai
- Liste der höchsten Gebäude in Shenzhen
- Liste der höchsten Gebäude in Singapur
- Liste der höchsten Gebäude in Taichung
- Liste der höchsten Gebäude in Greater Taipeh

Amerika
- Liste der Hochhäuser in Boston
- Liste der Hochhäuser in Buenos Aires
- Liste der Hochhäuser in Calgary
- Liste der höchsten Gebäude in Chicago
- Liste der höchsten Gebäude in Las Vegas
- Liste der höchsten Gebäude in Miami
- Liste der Hochhäuser in Montreal
- Liste der höchsten Gebäude in New York
- Liste der Hochhäuser in Ottawa
- Liste der höchsten Gebäude in Toronto
- Liste der höchsten Gebäude in Vancouver
- Liste der höchsten Gebäude in Winnipeg

Europa
- Liste der höchsten Bauwerke in Bratislava
- Liste der Hochhäuser in Brüssel
- Liste der Hochhäuser in Edmonton
- Liste der Hochhäuser in Istanbul
- Liste der höchsten Bauwerke in London
- Liste der Hochhäuser in Mailand
- Liste der höchsten Gebäude in Moskau
- Liste der Hochhäuser in Paris
  - Liste der Hochhäuser in La Défense
- Liste von Hochhäusern in Warschau
- Liste der höchsten Bauwerke in Wien
  - Liste der Hochhäuser in Wien

Deutschland
- Liste der höchsten Bauwerke in Berlin
  - Liste der Hochhäuser in Berlin
- Liste der Hochhäuser in Bonn
- Liste der Hochhäuser in Braunschweig
- Liste der Hochhäuser in der Freien Hansestadt Bremen
- Liste der Hochhäuser in Dortmund
- Liste der höchsten Bauwerke in Düsseldorf
  - Liste der Hochhäuser in Düsseldorf
- Liste von Hochhäusern in Essen
- Liste der höchsten Bauwerke in Frankfurt am Main
  - Liste der Hochhäuser in Frankfurt am Main
- Liste der höchsten Bauwerke in Hamburg
  - Liste der Hochhäuser in Hamburg
- Liste der Hochhäuser in Hannover
- Liste der Hochhäuser in Köln
- Liste der Hochhäuser in Leipzig
- Liste der Hochhäuser in Magdeburg
- Liste der höchsten Bauwerke in Mannheim
  - Liste der Hochhäuser in Mannheim
- Liste der höchsten Bauwerke in München
  - Liste der Hochhäuser in München
- Liste der Hochhäuser in Nürnberg
- Liste hoher Bauwerke in Remscheid
- Liste der höchsten Bauwerke in Stuttgart
  - Liste der Hochhäuser in Stuttgart
- Liste der höchsten Bauwerke in Wuppertal

## Nach Art und Verwendung des Bauwerks
- Liste der höchsten Achterbahnen der Welt
- Liste der höchsten Brücken
- Liste der höchsten Bürogebäude der Welt
- Liste der höchsten Fernsehtürme
  - Liste der höchsten Fernseh- und Fernmeldetürme in Deutschland
  - Liste der höchsten Fernseh- und Fernmeldetürme in der Schweiz
  - Liste von Aussichtstürmen in der Schweiz
- Liste der höchsten Hotels der Welt
- Liste der höchsten Leuchttürme der Welt
- Liste der höchsten Sakralgebäude, enthält:
  - Liste der höchsten Kirchen der Welt
  - Liste bekannter Kirchen unter 85 m
  - Liste anderer hoher Sakralgebäude
  - Liste der höchsten orthodoxen Kirchenbauten
- Liste der höchsten Statuen
- Liste der höchsten Talsperren der Erde (darin auch: die drei höchsten Talsperren Deutschlands, Österreichs und der Schweiz)

## Zeitreihen
- Liste der höchsten Bauwerke ihrer Zeit
  - Liste der höchsten Talsperren ihrer Zeit
- Liste der höchsten Gebäude jedes Jahrzehnts
- Liste der historischen Hochhäuser in Deutschland